# ガンジスの流れる国
『ガンジスの流れる国』（ガンジスのながれるくに、原題：Jis Desh Mein Ganga Behti Hai）は、1960年に公開されたインドのロマンティック・ミュージカル映画。ラドゥ・カルマカールが監督を務め、ラージ・カプール、プラン、パドミニが出演している。カルマカールはカプールの監督作品で撮影監督を多く務めており、本作が監督デビュー作となる。

## キャスト
- ラジュー - ラージ・カプール
- カンモ - パドミニ（英語版）
- ラカ - プラン
- ビジリ - チャンチャル
- ミラバーイ - ラリター・パーワル（英語版）
- 警視 - ラージ・メーヘラー
- ミラバーイの夫 - ラマヤン・ティワーリー（英語版）
- タウ - ナーナ・パルシカル（英語版）

## 受賞・ノミネート
国家映画賞
- 受賞
  - ヒンディー語長編映画賞（英語版）：ガンジスの流れる国[2]

フィルムフェア賞
- 受賞
  - 作品賞（英語版）：ガンジスの流れる国
  - 主演男優賞：ラージ・カプール
  - 編集賞（英語版）：G・G・メイカール
  - 美術賞（英語版）：M・R・アチャレカール（英語版）
- ノミネート
  - 主演女優賞：パドミニ
  - 男性プレイバックシンガー賞（英語版）：ムケシュ（英語版）「Hothon Pe Sacchai Rehti Hai」
  - 作詞家賞（英語版）：シャイレンドラ（英語版）「Hothon Pe Sacchai Rehti Hai」
  - 音楽監督賞（英語版）：シャンカール＝ジャイキシャン（英語版）